# Discografia di David Sylvian
La discografia di David Sylvian, cantautore britannico, comprende diciotto album in studio, due di remix, uno dal vivo, cinque raccolte, tre EP e più di quindici singoli.

## Album

### Album in studio
- 1984 – Brilliant Trees
- 1985 – Alchemy: An Index of Possibilities
- 1986 – Gone to Earth
- 1987 – Secrets of the Beehive
- 1988 – Plight & Premonition (con Holger Czukay)
- 1989 – Flux + Mutability (con Holger Czukay)
- 1990 – Ember Glance: The Permanence of Memory (con Russell Mills)
- 1993 – The First Day (con Robert Fripp)
- 1995 – Marco Polo (Nicola Alesini e Pier Luigi Andreoni featuring David Sylvian, Roger Eno, David Torn e Harold Budd)
- 1999 – Dead Bees on a Cake
- 1999 – Approaching Silence
- 2003 – Blemish
- 2007 – When Loud Weather Buffeted Naoshima
- 2009 – Manafon
- 2012 – Uncommon Deities (con Jan Bang, Erik Honoré, Arve Henriksen e Sidsel Endresen)
- 2012 – Wandermüde (con Stephan Mathieu)
- 2014 – There's a Light that Enters Houses with No Other Houses in Sight (con Franz Wright e Christian Fennesz)
- 2017 – There Is No Love (con Rhodri Davies e Mark Wastell)

### Album di remix
- 2003 – The Good Son Vs. The Only Daughter - The Blemish Remixes
- 2011 – Died in the Wool - Manafon Variations

### Album dal vivo
- 1994 – Damage: Live (con Robert Fripp)

### Raccolte
- 1989 – Weatherbox
- 2000 – Everything and Nothing
- 2002 – Camphor
- 2010 – Sleepwalkers
- 2012 – A Victim of Stars 1982-2012

## EP
- 2003 – World Citizen (con Ryūichi Sakamoto)
- 2005 – Out in the Sticks (Burnt Friedman e Jaki Liebezeit feat. David Sylvian)
- 2015 – Playing the Schoolhouse

## Singoli
- 1982 – Bamboo Houses (con Ryūichi Sakamoto)
- 1983 – Forbidden Colours (con Ryūichi Sakamoto)
- 1984 – Red Guitar
- 1984 – The Ink in the Well
- 1984 – Pulling Punches
- 1985 – Words with the Shaman (con Jon Hassell, Steve Jansen e Holger Czukay)
- 1986 – A Little Girl Dreams of Taking the Veil
- 1986 – Buoy (Mick Karn feat. David Sylvian)
- 1986 – Silver Moon
- 1987 – Let the Happiness In
- 1988 – Orpheus
- 1989 – Pop Song
- 1992 – Heartbeat (con Ryūichi Sakamoto)
- 1993 – Jean the Birdman (con Robert Fripp)
- 1993 – Darshan (con Robert Fripp)
- 1998 – I Surrender
- 1999 – Godman